# Jaume Bassó
Jaume Bassó, né le 19 septembre 1929, à Badalone, en Espagne, et mort le 20 janvier 2021, est un ancien joueur espagnol de basket-ball.

## Palmarès
- Vainqueur des Jeux méditerranéens 1955